# Aberdeen City
Aberdeen City – jednostka administracyjna (council area) w północno-wschodniej Szkocji, obejmująca miasto Aberdeen oraz jego najbliższe okolice. Jednostka zajmuje powierzchnię 186 km², a zamieszkana jest przez 230 350 osób (2014).
Historycznie część hrabstwa Aberdeenshire, od 1899 roku Aberdeen stanowiło samodzielną jednostkę administracyjną jako miasto na prawach hrabstwa (county of a city). Podczas reformy administracyjnej w 1975 roku ustanowiony został dystrykt City of Aberdeen, jeden z pięciu wchodzących w skład regionu administracyjnego Grampian. Obecna jednostka funkcjonuje od 1996 roku.

## Miejscowości
Na terenie jednostki administracyjnej znajdują się następujące miejscowości (w nawiasach szacunkowa liczba ludności w 2020):
- Aberdeen (198 590)
- Cove Bay (8170)
- Dyce (6350)
- Kingswells (4850)
- Peterculter (4440)
- Milltimber (3140)
- Countesswells (770)